# ダブリン (カリフォルニア州)
ダブリン（Dublin）は、アメリカ合衆国カリフォルニア州のアラメダ郡にある都市。人口は7万2589人（2020年）。オークランドの東35キロメートルに位置している。

## 概要
名称はアイルランドの首都ダブリンに由来している。初期の入植者にアイルランド出身が多かったからである。丘陵地のため果樹園や牧場が開拓された。長年サンフランシスコ・ベイエリアに商品作物を供給する農業地域として機能していた。内陸部に位置し鉄道から外れていたため人口増加は緩やかだった。しかし、1997年にバートのブルーラインがダブリンまで延伸されると大規模な住宅地造成が始まり短期間でベッドタウン化した。2020年アメリカ合衆国国勢調査によるとアジア系アメリカ人の比率が高く53.5％を占めた 。